# Ildefons Munding
Ildefons Munding OSB (* 14. Februar 1876 in Laupheim als Otto Munding; † 23. August 1945) war ein deutscher Benediktiner.

## Leben
Er studierte Philosophie und Theologie in Seckau und Beuron. Nach der Profess 1895 und der Priesterweihe 1900 war er Seelsorger, Pilgerpfarrer und der Schriftleiter des St. Matthiasboten.

## Schriften (Auswahl)
- Armarium sacerdotis OSB 1912.
- Trostbüchlein für die Kriegsverwundeten, 1914.
- Bete mit Vertrauen. Kath. Gebetbuch, Kevelaer 1921.
- Die Zwölfsternenkrone um unser Officium Marianum, Trier 1932, 2. Auflage 1937.
- Mit der königlichen Jungfrau nach Bethlehem, Saarbrücken 1933.
- La couronne aux douze étoiles, Mulhouse 1935.